# Tîsaahtelek, Ujhorod
Tîsaahtelek (în ucraineană Тисаагтелек) este un sat în comuna Mala Dobron din raionul Ujhorod, regiunea Transcarpatia, Ucraina.

## Demografie
Componența lingvistică a localității Tîsaahtelek
     Maghiară (98,39%)
     Ucraineană (1,46%)
     Alte limbi (0,15%)
Conform recensământului din 2001, majoritatea populației localității Tîsaahtelek era vorbitoare de maghiară (98,39%), existând în minoritate și vorbitori de ucraineană (1,46%).